# Ty Taubenheim
Ty Andrew Taubenheim (narozen 17. listopadu 1982 v Lyndenu v americkém státě Washington) je nadhazovač v organizaci týmu Major League Baseball, Texas Rangers. Měří 199 cm, váží 110 kg a nadhazuje a odpaluje pravou rukou. Rychlost jeho nadhozu je až 140 km/h.

## Hráčská kariéra
Taubenheim byl do MLB draftován roku 2003 v 19. kole týmem Milwaukee Brewers. V prosinci 2005 jej Brewers vyměnili do Toronto Blue Jays s Lylem Overbayem za Davida Bushe, Gaba Grosse a Zacha Jacksona. V roce 2006 zažil v dresu Blue Jays svůj debut v MLB, ale sezonu zakončil s bilancí 0-5 jako startující nadhazovač. Svou první výhru si připsal až v červnu 2006, kdy jako náhradník naskočil do zápasu proti Atlanta Braves, kdy se mu povedlo dostat pálkaře na první metu.
V roce 2007 ho Blue Jays umístili na listinu waivers, odkud si ho vybrali Pittsburgh Pirates. Ti ho v září 2008 propustili, aby se do jejich kádru vešel metař Luis Cruz, ale Pirates jej v lednu 2009 opět podepsali ke smlouvě.
V březnu 2010 Taubenheim podepsal farmářský kontrakt s Philadelphia Phillies, kteří ho nejprve poslali na farmu Reading Phillies v Eastern League a poté do Lehigh Valley IronPigs v International League. V lednu 2011 podepsal farmářský kontrakt s týmem Texas Rangers.